# Džundalláh (Pákistán)
Džundalláh (arabsky جندالله‎, doslova Boží vojáci) je militantní skupina spojená s pákistánským hnutím Tahrík-e Tálibán-e Pákistán (TTP). Skupině velel Hakimulláh Mehsúd, emír TTP, až do své smrti 1. listopadu 2013. Mluvčím skupiny je Ahmed Marwát. Dne 17. listopadu 2014 sdělil mluvčí skupiny agentuře Reuters, že slíbil věrnost Islámskému státu v Iráku a Levantě. V lednu 2017 pákistánská vláda mimo jiné uvalila zákaz na Džundulláh a další odštěpenecké skupiny, které se přihlásily k odpovědnosti za teroristické útoky.